# The Bewlay Brothers
Pistes de Hunky Dory
Queen Bitch
(10)
The Bewlay Brothers est une chanson de David Bowie parue en 1971 sur l'album Hunky Dory, dont elle constitue la dernière pièce. Ses paroles cryptiques ont fait l'objet de nombreuses interprétations sous l'angle de l'homosexualité ou de la drogue, même si Bowie a déclaré à plusieurs reprises qu'elles font allusion à sa relation avec son demi-frère aîné Terry Burns, atteint de schizophrénie.

## Histoire
The Bewlay Brothers est enregistrée vers la fin des séances de l'album Hunky Dory, le 30 juillet 1971 aux studios Trident de Londres. Deux prises de la chanson sont enregistrées ce jour-là, la seconde étant celle retenue pour publication. Elle se distingue du reste de l'album par sa conception très spontanée, contrairement aux autres chansons qui ont été écrites avant le début des séances et travaillées sous forme de démos.
Ce n'est qu'en 2002 que Bowie interprète pour la première fois The Bewlay Brothers en public, dans le cadre de l'émission de radio Live and Exclusive enregistrée le 18 septembre et diffusée par BBC Radio 2 le 5 octobre. Elle fait par la suite partie de son répertoire scénique lors de quelques concerts des tournées Heathen Tour et A Reality Tour.
The Bewlay Brothers est reprise sur les compilations Sound + Vision (1990) et iSelect (2008). Un mixage alternatif de la chanson a vu le jour sur la réédition CD de Hunky Dory publiée en 1990 par Rykodisc.
L'album des Pink Fairies Kings of Oblivion (en) (1973) doit son titre aux paroles de The Bewlay Brothers. En 1977, la production de l'album d'Iggy Pop Lust for Life est créditée aux « Bewlay Bros », un pseudonyme collectif pour Bowie, Pop et Colin Thurston.

## Musiciens
- David Bowie – Chant, guitare acoustique, piano
- Mick Ronson – guitares électrique et acoustique, chœurs
- Trevor Bolder – basse
- Mick Woodmansey – batterie